# Pallini
Pallini este un oraș în Grecia în prefectura Attica de Est.